# Estação Nicolás Arriola
A Estação Nicolás Arriola é uma das estações do Metrô de Lima, situada em Lima, entre a Estação La Cultura e a Estação Gamarra. Administrada pela GyM y Ferrovías S.A., faz parte da Linha 1.
Foi inaugurada em 11 de julho de 2011. Localiza-se no cruzamento da Avenida Aviación com o Anel Nicolás Arriola. Atende o distrito de La Victoria.